# Fuente Lapayrière

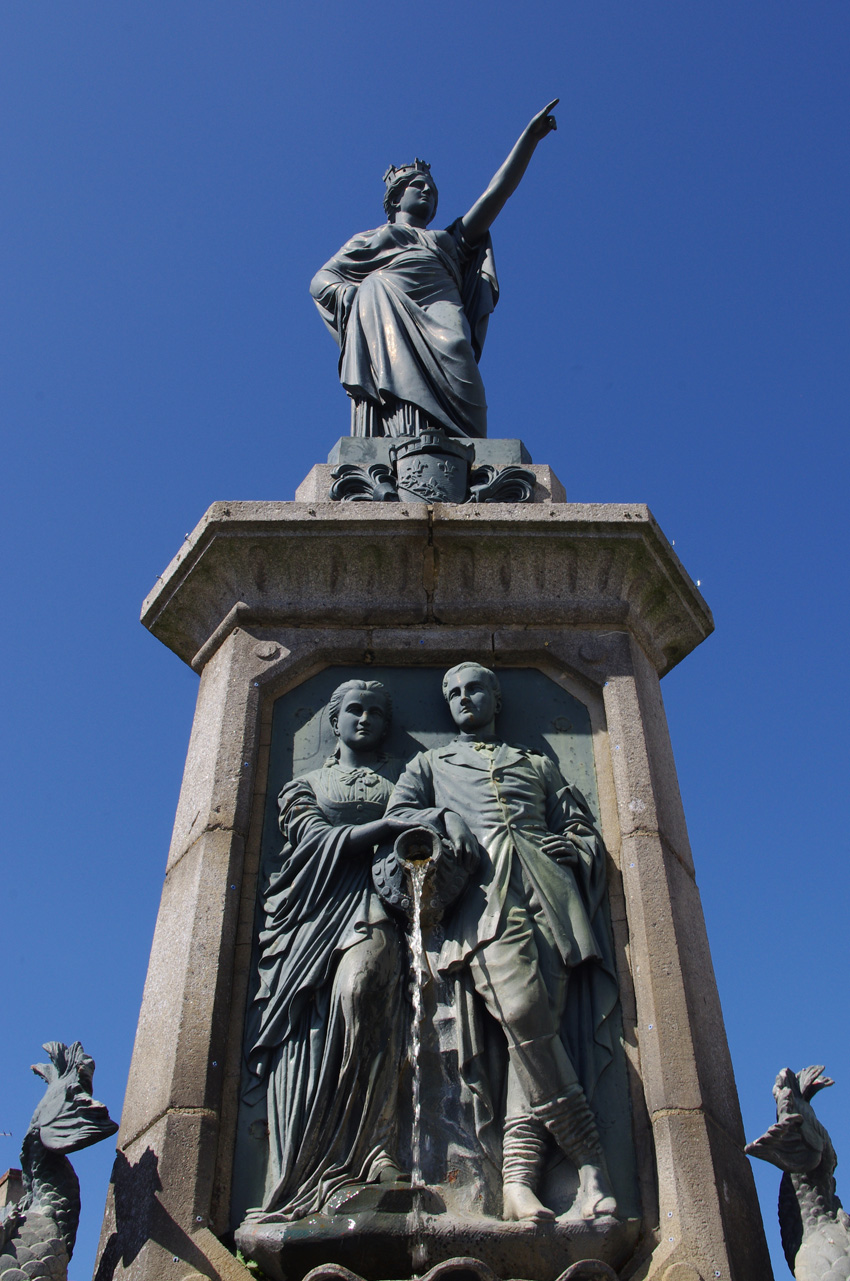

La fuente Lapayrière es un conjunto escultórico situado en la localidad francesa de Le Dorat y diseñado por el arquitecto Pierre-Amédée Brouille a finales del siglo XIX. Se levantó en 1872 en la entonces place du Marché, actualmente llamada place Charles de Gaulle.

## Historia
En 1860 un matrimonio de Le Dorat perdió a sus dos únicos hijos en un incendio, de 21 y 16 años respectivamente. En aquella época la localidad carecía de agua potable y se quedaba sin reservas en caso de incendio. En 1868 Pierre-Eugène Rougerie, entonces profesor de seminario y más tarde obispo de Pamiers, apoyó la construcción de una infraestructura para conducir el agua desde una colina cercana, y pagó la mayor parte de la cuantía presupuestada a tal efecto. Dicha infraestructura consistía en una conducción de 6 kilómetros y la instalación de bocas de incendio.
El ayuntamiento, como reconocimiento a la donación, decidió la creación de una fuente monumental. El motivo elegido fueron los hijos de Joseph Robert-Lapayrière, el hombre cuyos hijos fallecieron.

## Descripción
La fuente es de forma piramidal y está hecha en granito. Su base es hexagonal. La cara principal contiene un bajorrelieve en bronce de los muchachos fallecidos, mientras que las restantes dos caras presentan cabezas de león que escupen agua. En los ángulos bajos hay delfines estilizados. El remate consiste en una estatua de bronce portando la corona mural otorgada por Napoleón I a la ciudad, y cuyas manos señalan a la colina Blanca, origen del agua que llega a Le Dorat. A los pies de la estatua aparecen los brazos de Jacques de Borbón, conde de La Marche, así como los blasones oficiales de Le Dorat.
- Datos: Q3076029
- Multimedia: Monument à Jeanne et Clément Robert-Lapayrière au Dorat / Q3076029